# ジム・フレアティ
ジム・フレアティ（Jim Flaherty、1949年12月30日 - 2014年4月10日）は、カナダの政治家。財務大臣を務めた。